# Emma Pérez Ferreira
Emma V. Pérez Ferreira (Buenos Aires, 2 de abril de 1925 - Ibídem, 28 de junio de 2005) fue una física argentina que contribuyó inmensamente en el avance de la ciencia de su país y fue pionera de la informática en Argentina. Desarrolló su labor en la Comisión Nacional de Energía Atómica (CNEA), siendo la primera mujer en ocupar la presidencia de dicho organismo.

## Biografía
Nació en Buenos Aires el 2 de abril de 1925. Estudió Ciencias Fisicomatemáticas en la Universidad de Buenos Aires (UBA) y obtuvo su licenciatura en 1952. Fue docente en la Facultad de Ciencias Exactas y Naturales de la UBA. Se doctoró en Física en 1960, realizando luego cursos de posgrado en las universidades de Durham en Inglaterra y de Bolonia en Italia, becada por la Comisión Nacional de Energía Atómica (CNEA), siendo una de las primeras integrantes del plantel de científicos de esta prestigiosa institución. En ella desempeñó cargos de alta responsabilidad dedicándose en sus inicios a la investigación científica en el campo de la física nuclear de altas energías. Fue jefa del Departamento de Física Nuclear durante diez años y luego Directora de investigación y desarrollo.
En 1976 fue designada jefa del proyecto TANDAR (Tándem Argentino), una máquina aceleradora de iones pesados, que colocó a la Argentina en la vanguardia de la física nuclear experimental. Desde 1985 hasta 1989 fue miembro del Consejo para la Consolidación de la Democracia creado por el presidente Raúl Alfonsín. En el período de 1987 a 1989 fue presidenta de la Comisión Nacional de Energía Atómica.
Desde 1990 se desempeñó como directora del proyecto RETINA (Red Teleinformática Académica), red académica anterior a las redes comerciales de Internet, que enlazaba y comunicaba computadoras entre universidades. Cuando la velocidad de esta red ya no alcanzaba, participó junto con su equipo en la implementación de redes académicas avanzadas para poder integrar a la Argentina a Internet2, una red académica norteamericana de avanzada que permite transferir grandes volúmenes de datos a gran velocidad. En diciembre de 2001 la República Argentina se integró como RETINA2. En los Premios Konex 2003 Ciencia y Tecnología , Pérez Ferreira recibió una mención especial. 
Falleció a los 80 años en la ciudad de Buenos Aires el 28 de junio de 2005.